# Copa de Naciones del Golfo de 1974
La Copa de Naciones del Golfo de 1974 (en árabe: كأس الخليج العربي‎) fue la tercera edición del torneo de fútbol a nivel de selecciones nacionales de las monarquías del Golfo y que contó con la participación de seis selecciones de la región, una más que en la edición anterior.
El país anfitrión venció a Arabia Saudita en la final jugada en Kuwait City para ser campeón por tercera edición consecutiva.

## Fase de grupos

### Grupo A
| País   | J | G | E | P | GF | GC | Pts |
| ------ | - | - | - | - | -- | -- | --- |
| Kuwait | 2 | 2 | 0 | 0 | 6  | 0  | 4   |
| Catar  | 2 | 1 | 0 | 1 | 4  | 1  | 2   |
| Omán   | 2 | 0 | 0 | 2 | 0  | 9  | 0   |

| Equipo 1 | Resultado | Equipo 2 |
| -------- | --------- | -------- |
| Kuwait   | 5-0       | Omán     |
| Omán     | 0-4       | Catar    |
| Catar    | 1-0       | Kuwait   |

### Grupo B
| País           | J | G | E | P | GF | GC | Pts |
| -------------- | - | - | - | - | -- | -- | --- |
| Arabia Saudita | 2 | 2 | 0 | 0 | 6  | 1  | 4   |
| UAE            | 2 | 1 | 0 | 1 | 4  | 2  | 2   |
| Baréin         | 2 | 0 | 0 | 2 | 1  | 8  | 0   |

| Equipo 1       | Resultado | Equipo 2       |
| -------------- | --------- | -------------- |
| UAE            | 4-0       | Baréin         |
| Baréin         | 1-4       | Arabia Saudita |
| Arabia Saudita | 2-0       | UAE            |

## Fase Final
|  | Semifinales              | Semifinales              |   |                          | Final                    | Final |  |
|  |                          |                          |   |                          |                          |       |  |
|  |                          |                          |   |                          |                          |       |  |
|  | Kuwait City, 26 de marzo |                          |   |                          |                          |       |  |
|  | Kuwait                   | 6                        |   |                          |                          |       |  |
|  | UAE                      | 0                        |   |                          |                          |       |  |
|  |                          |                          |   |                          |                          |       |  |
|  |                          |                          |   |                          | Kuwait City, 29 de marzo |       |  |
|  |                          |                          |   |                          | Kuwait                   | 4     |  |
|  |                          | Arabia Saudita           | 0 |                          |                          |       |  |
|  |                          |                          |   |                          |                          |       |  |
|  |                          |                          |   |                          |                          |       |  |
|  |                          |                          |   |                          | Tercer lugar             |       |  |
|  | Kuwait City, 27 de marzo | Kuwait City, 27 de marzo |   | Kuwait City, 29 de marzo | Kuwait City, 29 de marzo |       |  |
|  | Arabia Saudita           | 3                        |   | UAE                      | 1                        |       |  |
|  | Catar                    | 1                        |   |                          | Catar (DP 0-3)           | 1     |  |

## Campeón
| Copa de Naciones del Golfo 1974 |
| ------------------------------- |
| Bandera de Kuwait               |
| Kuwait 3º Título                |